# 蔡加尼克效应
蔡加尼克效應（英語：Zeigarnik effect），是一個心理學名詞，得名於蘇聯心理學家布盧瑪·蔡加尼克。相較於已經完成的工作，人們比較容易記得未完成的，或是被打斷的工作。在格式塔学派中，也用蔡氏效应來陳述格式塔現象，而且不只是一種概念上的效應，在認知上也有類似的情形。
蔡加尼克效應和奥夫相金娜效应不同。奥夫相金娜是蔡加尼克的同事，發現到人會傾向將曾中斷的任務列為第二重要的任務。

## 簡介
蘇聯心理學家布盧瑪·蔡加尼克最早是因她的教授庫爾特·扎德克·勒溫而研究此一效應。庫爾特·扎德克·勒溫注意到服務生比較容易記得還沒結帳的點菜單。但在顧客結帳之後，服務生就不記得點菜單的細節了。蔡加尼克設計了一連串的實驗來找出此現象底層的機制。蔡加尼克的研究報告在1927年發表到《心理學研究》期刊上。
記得未完成任務的好處可以用勒溫的場域理論說明：已經開始的任務會產生一些和任務有關的張力，會提昇相關內容的認知可及性。只要任務完成，任務相關的張力就會釋放，但若任務被中斷了，張力會繼續。若張力持續存在，相關內容的資訊會更容易取得，也就更容易記得。
依照蔡加尼克效應，會建議學生暫停其學習，從事另一個不相關的任務（例如學習不同學科，或是玩遊戲），其記憶效果會比一直學習某一學科，中間沒有中斷的學生更好（McKinney 1935; Zeigarnik 1927）。

## 蔡加尼克效應與初戀情結
蔡加尼克效應與初恋常常連在一起，情不知所起，一往而深。人們在青春期戀愛時大多都是純潔而美好的，並且都是懷著與對方天長地久的心態。然而，初戀往往都是稍縱即逝。根據蔡加尼克效應，人們比較容易記得未完成的事情，因此初戀都是留給自己的印象最深刻。

## 外部連結
- Zeigarnik Effect at psychwiki
- Study advice
- Marketing usage